# Adalberto Fructuoso Comparán
Adalberto Fructuoso Comparan Rodríguez est un homme politique mexicain qui fut maire de la municipalité d'Aguililla, dans l'État de Michoacán, de 2008 a 2011. Il est arrêté le 30 mars 2021 au Guatemala sur demande des États-Unis.

## Biographie

### Carrière et liens avec le crime
Adalberto Fructuoso Comparan Rodríguez est natif du Michoacán. Il est d'abord membre de groupes d'autodéfense, puis devient maire de la municipalité d'Aguililla en 2008 sur la liste Coalición Por un Michoacán Mejor (PRD-PT-Convergencia). Il exercera jusqu'en 2011. Le renseignement mexicain le désigne alors comme étant à la tête du Cartel des chevaliers templiers, un cartel mexicain crée en décembre 2010 et actif jusqu'en 2017. Il deviendrait ensuite chef des Cárteles Unidos (Cartels Unis), une alliance de plusieurs organisations criminelles (dont La Nueva Familia Michoacana et Los Viagras) en guerre contre le Cartel de Jalisco Nouvelle Génération (CJNG). En mai 2009, il est arrêté par l'armée mexicaine et la police fédérale au cours d'une opération nommée « michoacanazo ». 26 autres fonctionnaires sont arrêtés. Il est accusé en 2014 par José Manuel Mireles Valverde d'être membre du Cartel des chevaliers templiers,,,.
Il est aussi membre de la Fuerza Rural (une organisation qui est née à la suite de groupes d'autodéfense) et est victime d'une attaque près de Aguililla, le 26 juin 2015. Un de ses garde du corps est tué,.
Une déclaration sous serment faite en janvier 2021 indique qu'Adalberto Fructuoso Comparan Rodríguez et Alfonso Rustria ont rencontré à Cali (Colombie) une personne qu'ils pensaient être un blanchisseur d'argent et un trafiquant de drogue associé au Hezbollah. Adalberto Fructuoso Comparan Rodríguez déclare qu'il pourra fournir des centaines de kilogrammes de méthamphétamine à l'acheteur de drogue. Ils conviennent ainsi d'expédier 500 kg de méthamphétamine du Mexique à Miami, en passant par le Texas.

### Arrestation
Adalberto Fructuoso Comparan Rodríguez est arrêté le 30 mars 2021 au Guatemala, aux côtés d'un autre mexicain, Alfonso Rustrian, sur demande des États-Unis.  Il est accusé par la justice américaine de distribuer de la drogue depuis le Michoacán vers les États-Unis. Les autorités américaines incriminent également Alfonso Rustrian en tant que co-conspirateur.
Adalberto Fructuoso Comparan Rodríguez refuse d'être extradé aux États-Unis. Une cour de justice guatémaltèque demande par conséquent aux autorités américaines d'envoyer, sous 40 jours, des preuves qui pourraient justifier son extradition.